# Barbora Jagellonská
Barbora Jagellonská (15. července 1478, Sandoměř – 15. února 1534, Lipsko) byla saská vévodkyně z rodu Jagellonců.

## Život
Narodila se jako šestá dcera polského krále Kazimíra IV. Jagellonského a Alžběty Habsburské. Byla pojmenována po své prababičce Barboře Celjské. Barbora byla 21. listopadu 1496 v Lipsku provdána za Jiřího Saského. Na svatbě bylo přítomno 6 286 německých a polských šlechticů. Toto manželství hrálo klíčovou roli pro udržení dobrých diplomatických vztahů mezi Německem a Polskem. Pro Barbořinu rodinu byl sňatek důležitý také z důvodu jejich soupeření s Habsburky.
V letech 1495-1500 byl pro Barboru a jejího manžela Jiřího při míšeňském dómu vystavěn ze staršího hradu rezidenční zámek. Zatímco byl manžel na válečných či diplomatických výpravách, posílala mu Barbora dopisy. Podle svědků pár měl velmi milující a šťastné manželství, Barbora byla velmi zbožná katolička a roku 1513 objednala v dómu mnoho pravidelných bohoslužeb za spásu svou a své rodiny. Barbora porodila 10 dětí, z nichž šest brzy zemřelo, ona zemřela v Lipsku v 55 letech. Její manžel si na znamení smutku nechal narůst dlouhý plnovous, a proto byl od té doby nazýván "der Bärtige" (tj. Bradatý či Vousatý).

## Hrob
Barbora je pochována v míšeňské katedrále v rodové pohřební kapli saských vévodů, kterou dal Jiří postavit v letech 1521–1524.

## Potomci
- Kryštof (*/† 8. září 1497 – 5. prosince 1497)
- Johann (24. srpna 1498 – 11. ledna 1537), ⚭ 1516 Alžběta Hesenská (4. března 1502 – 6. prosince 1557)

- Wolfgang (1499–1500)
- Anna (21. ledna 1500 – 23. ledna 1500)
- Kryštof II. (*/† 27. května 1501) zemřel ihned po narození
- Agnes (7. ledna 1503 – 16. dubna 1503)
- Fridrich Saský (15. března 1504 – 26. února 1539), ⚭ 1539 hraběnka Alžběta von Mansfeld (1516–1541)

- Kristýna Saská (25. prosince 1505 – 15. dubna 1549), ⚭ 1523 Filip I. Hesenský (13. listopadu 1504 – 31. března 1567), lankrabě hesenký

- Magdalena Saská (7. března 1507 – 25. ledna 1534), ⚭ 1524 Jáchym II. Hektor Braniborský (13. ledna 1505 – 3. ledna 1571), braniborský kurfiřt

- Markéta (7. září 1508 – 19. prosince 1510)